# Moi je te regarde (Io innamorata)/Si (Vorrei che fosse amore)
Si/Moi, je te regarde è un 45 giri della cantante italiana Mina, pubblicato in Francia dall'etichetta discografica Pathé nel 1969.

## Descrizione
L'edizione originale, inclusa nella discografia ufficiale italiana dell'artista (come 97° singolo) sebbene contenga due tracce in francese, è stata pubblicata nell'agosto 1969 dalla PDU (PA 1022) e ha una copertina diversa Archiviato il 2 febbraio 2017 in Internet Archive. (somigliante a quella di Vorrei che fosse amore/Caro Archiviato il 2 febbraio 2017 in Internet Archive.) da questa ristampa del singolo destinata al mercato d'oltralpe.
In entrambi i casi i due brani proposti sono rispettivamente le versioni in francese, di Vorrei che fosse amore e Io Innamorata, reperibili anche sul CD della raccolta Je suis Mina (2011).
Le canzoni in italiano sono invece presenti, oltre che sull'edizione originale del singolo, anche nell'album Canzonissima '68 e, separate, in due 45 giri diversi pubblicati nel 1968.

## Tracce
Lato A
1. Si... (Vorrei che fosse amore) – 2:24 (testo: Eddy Marnay – musica: Bruno Canfora)

Lato B
1. Moi, je te regarde (Io innamorata) – 3:01 (testo: Eddy Marnay – musica: Augusto Martelli)